# Breakdown - La trappola
Breakdown - La trappola è un film statunitense del 1997 diretto da Jonathan Mostow.

## Trama
Jeff e sua moglie Amy decidono di trasferirsi dal Massachusetts in California. Un tizio con cui avevano avuto un diverbio per strada manomette un componente elettrico della loro Jeep e questa si ferma lasciando la coppia a piedi. Un camionista di passaggio si offre di accompagnare Amy alla stazione di ristoro più vicina per telefonare ad un carro attrezzi. Dopo un po’ Jeff nota la manomissione alla Jeep e riesce a ripartire, dirigendosi alla stazione di ristoro, ma non trova traccia della moglie. Per strada ritrova il camionista che sostiene di non aver mai visto la coppia prima. Tornato al ristorante, Jeff viene avvicinato da un ragazzo che gli dà indicazioni per un luogo dove potrebbe trovarsi sua moglie, che si rivela però essere una trappola in cui il camionista lo costringe a pagare 90.000 dollari di riscatto che egli, mentendo, affermava di avere sul suo conto. Preleva quindi dalla banca del paese vicino i soli 5.000 dollari che aveva realmente sul suo conto. Viene poi fatto salire sull’auto del tizio iniziale dove capisce che lo scopo della banda è di eliminare la coppia. Dopo aver torturato il tizio, Jeff ruba la sua macchina e si reca nel luogo indicatogli dal malvivente, un’area di sosta per camion. Aggrappatosi sotto il rimorchio del camionista, Jeff si fa trasportare fino a casa sua dov’è stata portata sua moglie. Dopo averla liberata parte un inseguimento con tutta la banda che termina con il camion appeso ad un ponte. Jeff riesce a far cadere giù il camionista e in seguito la moglie fa in modo che precipiti anche il suo camion che lo schiaccia e lo uccide.

## Distribuzione
La pellicola, in lingua originale, è stata distribuita dalla casa cinematografica Paramount Pictures, mentre in Italia da Filmauro, e prodotta da Martha e Dino De Laurentiis.

## Accoglienza

### Incassi
Il film ha incassato 46,7 milioni di dollari.

### Critica
Il film ha ricevuto critiche sostanzialmente positive dalla critica e dal pubblico. Sull’aggregatore Rotten Tomatoes il film riceve l’83% delle recensioni professionali positive con un voto medio di 7,2 su 10 basato su 58 critiche, mentre su Metacritic ottiene un punteggio di 73 su 100 basato su 19 critiche.

## Musiche
La colonna sonora del film è stata scritta da Basil Poledouris.